# D'Arcets metall
d'Arcets metall är en lättsmält legering, som första gången framställdes av Jean Pierre Joseph d'Arcet. I litteraturen har ofta likhetstecken satts mellan d'Arcets metall och Newtons metall. Det kan diskuteras, om detta är korrekt. Det finns flera tolkningar av sammansättningen. Den eutektiska sammansättningen av d'Arcets metall ger smälttemperaturen 93,75 °C.
Den sammansättning, som visas i tabellen här, har i vissa källor kallats Roses metall. Läget är alltså något förvirrat. Man skulle kunna förmoda att det någon gång uppstått ett missförstånd och att sedan misstaget citerats och därmed en felaktig uppgift getts spridning. Det krävs en del teknikhistorisk forskning för att reda ut vad som är sant och vad som är falskt i detta avseende.